# Col de Postojna
Le col de Postojna (en slovène : Postojnska vrata) est un col dans le nord des Alpes dinariques, à proximité de la ville de Postojna en Slovénie. À une altitude de 610 m, le seuil permet une liaison facile entre le Littoral slovène sur la côte Adriatique, la péninsule d'Istrie et le port de Trieste, au sud-ouest, et la région de Carniole-Intérieure et la capitale Ljubljana, au nord-est.

## Géographie
Le seuil s'étendant au pied nord des Alpes dinariques a une largeur moyenne de 30 kilomètres. Il relie la vaste plaine de Pannonie au sud des Alpes orientales et l'Italie du Nord par l'autoroute A1 et la voie rapide H4. À l'ouest, il est dominé par le Nanos (1 313 m). Plus au nord se trouve le plateau calcaire du Hrušica culminant à 1 080 m.

## Histoire

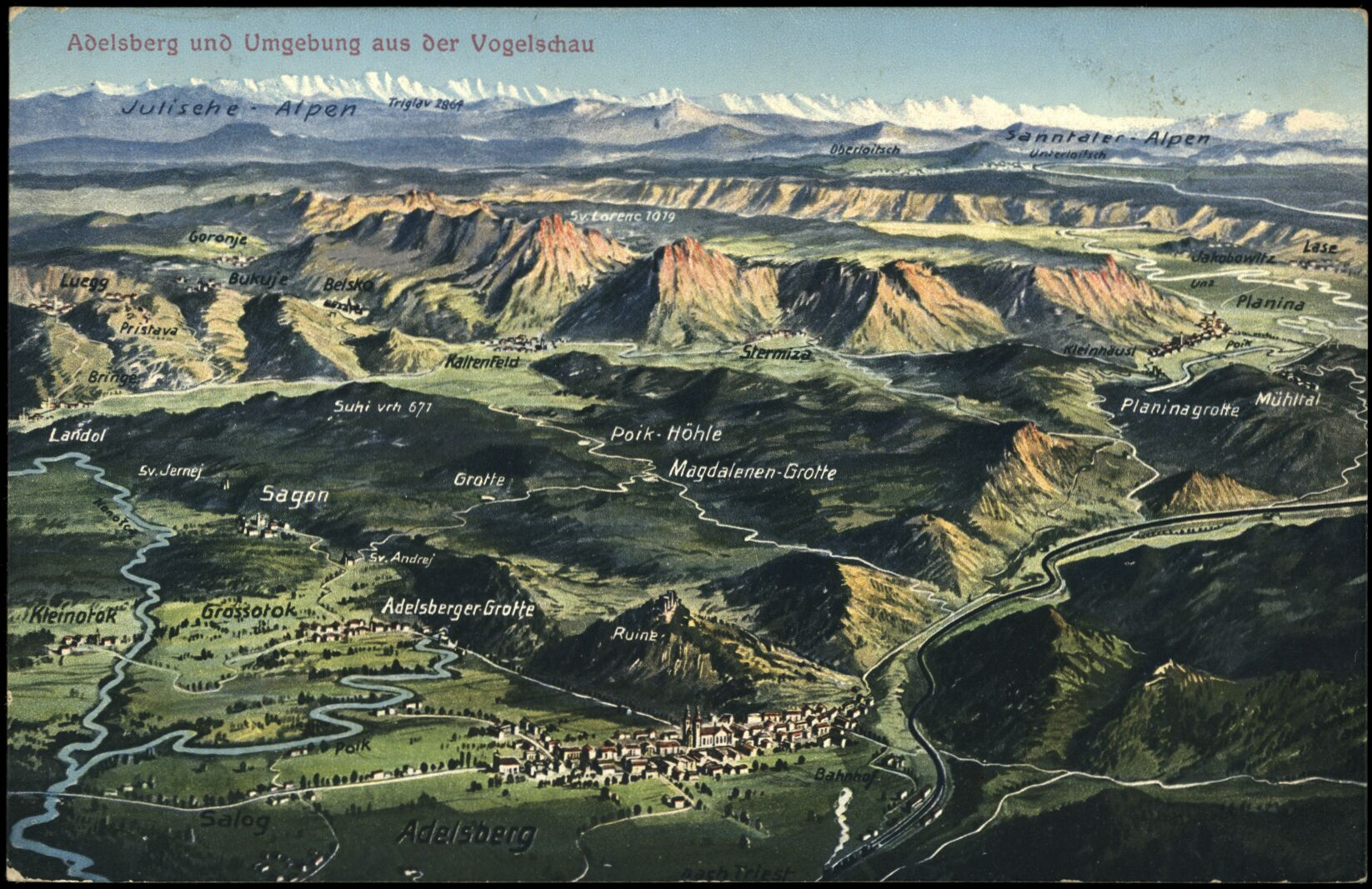
Carte postale de Postojna (Adelsberg), 1913.

Depuis des temps immémoriaux, le col de Postojna faisait partie de la route de l'ambre de la côte Baltique à l'Adriatique. La tradition rapporte que l'expédition des Argonautes a traversé le col en chemin du Danube vers la mer. À l'époque du géographe Strabon (mort autour de 20 ap. J.-C.), la région montagneuse en amont de Nauportus (Vrhnika) fut colonisée par le peuple celte des Iapydes.
Le col, au sud des Alpes juliennes, est également une voie de communication et d'invasion très anciennement attestée entre les plaines danubiennes de la Pannonie, au nord-est, et l'Italie, au sud-ouest. Les Romains ont cherché à défendre l'Italie contre des envahisseurs qui pourraient emprunter ce passage facile en développant, surtout à la fin du IIIe siècle ap. J.-C., une ligne fortifiée, les Claustra Alpium Iuliarum, dont l'élément central était la puissante forteresse d’Ad Pirum sur le plateau de Hrušica. À l'époque des grandes invasions, les Goths, les Huns et les Lombards traversent le site.
Aux VIe et VIIe siècles, la région fut repeuplée par des tribus slaves. Au Moyen Âge, le col de Postojna se trouve sur la frontière entre la marche de Carniole au nord-est, reconstituée en duché en 1364, une partie des territoires héréditaires des Habsbourg, et les domaines des patriarches d’Aquilée et des comtes de Goritz dans le Frioul (la région actuelle de Goriška) au sud-ouest. La zone fut administrée par une série de forts disséminés dans certains points stratégiques, dont le château de Predjama édifié sous le règne des patriarches au XIIIe siècle.